# Finlay Currie
Finlay Currie, nato Finlay Jefferson Currie (Edimburgo, 20 gennaio 1878 – Gerrards Cross, 9 maggio 1968), è stato un attore e cabarettista britannico.

## Biografia
Finlay Currie esordì ventenne nel 1898, sui palcoscenici della natia Edimburgo, e negli anni successivi recitò a Londra e New York, quindi trascorse dieci anni in Australia. Si fece un nome come commediante-cantante, formando un duo artistico di successo con la moglie Maude Courtney (nata nel 1884), star americana della commedia musicale, con la quale presentava spettacoli alternanti canzoni e sketch comici.
Currie debuttò nel cinema nel 1932 con L'albergo del terrore (1932), da un soggetto di Edgar Wallace, e da allora apparve regolarmente sullo schermo come incisivo caratterista dalla figura imponente, la folta capigliatura bianca e la voce tonante dall'accento tipicamente scozzese. Tra i più significativi ruoli interpretati durante gli anni quaranta sono da ricordare quello del forzato Abel Magwitch, il burbero ma generoso galeotto che si rivela quale benefattore del protagonista Pip (John Mills) in Grandi speranze (1946), diretto da David Lean e tratto dal romanzo di Charles Dickens, e quello di John Brown, servitore della Regina Vittoria, in Un monello alla corte d'Inghilterra (1950).
Currie continuò a lavorare intensamente nel cinema anche negli anni cinquanta, partecipando a produzioni sia inglesi che americane, e specializzandosi durante il decennio in autorevoli figure storiche e letterarie. La sua presenza solenne e ieratica venne utilizzata ne L'isola del tesoro (1950), nel ruolo del capitano Billy Bones, in Quo vadis (1951), in cui impersonò San Pietro, in Ivanhoe (1952), in cui interpretò Cedric, padre dell'eroe protagonista (Robert Taylor), in Rob Roy, il bandito di Scozia (1954), e in Santa Giovanna (1957), nella parte dell'arcivescovo di Reims. Significativa e memorabile la sua partecipazione al kolossal Ben-Hur (1959) di William Wyler, nel ruolo dell'anziano Baldassarre, uno dei tre Re Magi, il cui cammino esistenziale incrocia a più riprese quello del tormentato Giuda Ben Hur (Charlton Heston), che Baldassarre tenta di dissuadere dai propositi di vendetta.
Divenuto uno dei più anziani attori al mondo ancora in attività, durante gli anni sessanta l'ultraottantenne Currie si rivolse sempre più spesso al piccolo schermo, ma fece ancora delle apparizioni cinematografiche in film come il poliziesco Assassinio al galoppatoio (1963) con Margaret Rutherford (Miss Marple), la commedia Billy il bugiardo (1963) e l'epico La caduta dell'Impero romano (1964), nel ruolo di un anziano senatore. L'addio al grande schermo avvenne con il ruolo del vecchio fabbricante di bambole in Bunny Lake è scomparsa (1965) di Otto Preminger, mentre l'ultima apparizione dell'attore, ormai novantenne, fu nell'episodio Vendetta for the Saint della serie Il Santo (1969), in cui impersonò Don Pasquali, un boss mafioso in fin di vita, accanto a Roger Moore.

## Vita privata
Currie ebbe un unico figlio dalla moglie Maude Courtney, John Francis Courtney Currie, nato il 26 settembre 1906 a Melbourne durante il decennio in cui i genitori vissero e recitarono in Australia. Il matrimonio durò fino alla morte della Courtney, avvenuta nel 1959.
Currie morì il 9 maggio 1968, all'età di novant'anni, nella sua residenza di Gerrard Cross, nel Buckinghamshire.

## Filmografia

### Cinema
- L'albergo del terrore (The Old Man), regia di H. Manning Haynes (1931)
- The Frightened Lady, regia di T. Hayes Hunter (1932)
- Rome Express, regia di Walter Forde (1932)
- The Good Companions, regia di Victor Saville (1933)
- Excess Baggage, regia di Redd Davis (1933)
- It's a Boy, regia di Tim Whelan (1933) (non accreditato)
- Mister Cinders, regia di Frederic Zelnik (1934)
- Princess Charming, regia di Maurice Elvey (1934)
- Il diavolo in caserma (Orders Is Orders), regia di Walter Forde (1934)
- Raffiche (Little Friend), regia di Berthold Viertel (1934)
- Gay Love, regia di Leslie S. Hiscott (1934)
- My Old Dutch, regia di Sinclair Hill (1934)
- In Town Tonight, regia di Herbert Smith (1935)
- The Big Splash, regia di Leslie S. Hiscott (1935)
- Heat Wave, regia di Maurice Elvey (1935) (non accreditato)
- The Improper Duchess, regia di Harry Hughes (1936)
- The Gay Adventure, regia di Sinclair Hill (1936)
- Wanted!, regia di George King (1937)
- Glamorous Night, regia di Brian Desmond Hurst (1937)
- Catch As Catch Can, regia di Roy Kellino (1937)
- Command Performance, regia di Sinclair Hill (1937)
- Ai confini del mondo (The Edge of the World), regia di Michael Powell (1937)
- Paradiso per due (Paradise for Two), regia di Thornton Freeland (1937)
- Around the Town, regia di Herbert Smith (1938)
- Follow Your Star, regia di Sinclair Hill (1938)
- The Claydon Treasure Mystery, regia di H. Manning Haynes (1938)
- The Royal Family of Broadway (1939) – per la tv
- Leviathan (1939) – per la tv
- Sun Up (1939) – per la tv
- The Great Adventure (1939) – per la tv
- One Night, One Day… (1939) – per la tv
- Crook's Tour, regia di John Baxter (1941)
- Gli invasori - 49º parallelo (49th Parallel), regia di Michael Powell (1941)
- The Day Will Dawn, regia di Harold French (1942)
- Thunder Rock, regia di Roy Boulting (1942)
- The Bells Go Down, regia di Basil Dearden (1943)
- Theatre Royal, regia di John Baxter (1943)
- Undercover, regia di Sergei Nolbandov (1943)
- Incontro nel buio (They Met in the Dark), regia di Carl Lamac (1943)
- The Shipbuilders, regia di John Baxter (1943)
- Warn That Man, regia di Lawrence Huntington (1943)
- Don Chicago, regia di Maclean Rogers (1945)
- So dove vado (I Know Where I'm Going!), regia di Michael Powell e Emeric Pressburger (1945)
- The Trojan Brothers, regia di Maclean Rogers (1946)
- L'amore che ti ho dato (Woman to Woman), regia di Maclean Rogers (1946)
- School of Secrets, regia di Peter Ustinov (1946)
- In the Zone (1946) – per la tv
- Spring Song, regia di Montgomery Tully (1946)
- Grandi speranze (Great Expectations), regia di David Lean (1946)
- Torbida passione (The Brothers), regia di David MacDonald (1947)
- You Can't Take It with You (1947) – per la tv
- La famiglia Dakers (My Brother Jonathan), regia di Harold French (1948)
- Amarti è la mia dannazione (So Evil My Love), regia di Lewis Allen (1948)
- Mr. Perrin and Mr. Traill, regia di Lawrence Huntington (1948)
- Vagone letto per Trieste (Sleeping Car to Trieste), regia di Johnny Paddy Carstairs (1948)
- Carlo di Scozia (Bonnie Prince Charlie), regia di Anthony Kimmins e Alexander Korda (1948)
- The History of Mr. Polly, regia di Anthony Pelissier (1949)
- Edoardo mio figlio (Edward, My Son), regia di George Cukor (1949) (non accreditato)
- Whisky a volontà (Whisky Galore!), regia di Alexander Mackendrick (1949) (non accreditato)
- L'isola del tesoro (Treasure Island), regia di Byron Haskin (1950)
- Trio, regia di Ken Annakin e Harold French (1950)
- Mia figlia Joy (My Daughter Joy), regia di Gregory Ratoff (1950)
- La rosa nera (The Black Rose), regia di Henry Hathaway (1950)
- Un monello alla corte d'Inghilterra (The Mudlark), regia di Jean Negulesco (1950)
- La gente mormora (People Will Talk), regia di Joseph L. Mankiewicz (1951)
- Quo vadis, regia di Mervyn LeRoy (1951)
- Il delitto del secolo (Walk East on Beacon!), regia di Alfred L. Werker (1952)
- Kangarù (Kangaroo), regia di Lewis Milestone (1952)
- Ivanhoe, regia di Richard Thorpe (1952)
- Squilli di primavera (Stars and Stripes Forever), regia di Henry Koster (1952)
- Il tesoro dei condor (Treasure of the Golden Condor), regia di Delmer Daves (1953)
- The Broken Jug (1953) – per la tv
- Rob Roy, il bandito di Scozia (Rob Roy: The Highland Rogue), regia di Harold French (1953)
- Thunder Rock (1954) – per la tv
- Lord Brummell (Beau Brummel), regia di Curtis Bernhardt (1954) (non accreditato)
- Third Party Risk, regia di Daniel Birt (1954)
- Make Me an Offer, regia di Cyril Frankel (1954)
- Il ribelle d'Irlanda (Captain Lightfoot), regia di Douglas Sirk (1955)
- I perversi (Footsteps in the Fog), regia di Arthur Lubin (1955)
- L'amante del re (King's Rhapsody), regia di Herbert Wilcox (1955)
- Il giro del mondo in 80 giorni (Around the World in Eighty Days), regia di Michael Anderson (1956)
- Zarak Khan (Zarak), regia di Terence Young (1956)
- The End of the Road, regia di Wolf Rilla (1957)
- La settima onda (Seven Waves Away), regia di Richard Sale (1957)
- La capannina (The Little Hut), regia di Mark Robson (1957)
- Santa Giovanna (Saint Joan), regia di Otto Preminger (1957)
- La dinastia del petrolio (Campbell's Kingdom), regia di Ralph Thomas (1957)
- Terra nuda (The Naked Earth), regia di Vincent Sherman (1958)
- All'ombra della ghigliottina (Dangerous Exile), regia di Brian Desmond Hurst (1958)
- La tempesta, regia di Alberto Lattuada (1958)
- Prima dell'anestesia (Corridors of Blood), regia di Robert Day (1958)
- Ben-Hur, regia di William Wyler (1959)
- Salomone e la regina di Saba (Solomon and Sheba), regia di King Vidor (1959)
- Il ragazzo rapito (Kidnapped), regia di Robert Stevenson (1960)
- La sposa bella (The Angel Wore Red), regia di Nunnally Johnson (1960)
- Le avventure di Huck Finn (The Adventures of Huckleberry Finn), regia di Michael Curtiz (1960)
- Supergiallo a Scotland Yard (The Clue of the Silver Key), regia di Gerard Glaister (1961)
- Hand in Hand, regia di Philip Leacock (1961)
- Cinque ore in contanti (Five Golden Hours), regia di Mario Zampi (1961)
- Francesco d'Assisi (Francis of Assisi), regia di Michael Curtiz (1961)
- I cinque ladri d'oro (Go to Blazes), regia di Michael Truman (1962)
- L'ispettore (The Inspector), regia di Philip Dunne (1962)
- Sodoma e Gomorra (Sodom and Gomorrah), regia di Robert Aldrich (1962) (non accreditato)
- Gli ospiti di mia moglie (The Amorous Prawn), regia di Anthony Kimmins (1962)
- Giuseppe venduto dai fratelli, regia di Irving Rapper e Luciano Ricci (1962)
- Cleopatra, regia di Joseph L. Mankiewicz (1963) (non accreditato)
- Assassinio al galoppatoio (Murder at the Gallop), regia di George Pollock (1963)
- Non rompete i chiavistelli (The Cracksman), regia di Peter Graham Scott (1963)
- Billy il bugiardo (Billy Liar), regia di John Schlesinger (1963)
- Chiamate West 11: risponde un assassino (West 11), regia di Michael Winner (1963)
- La caduta dell'Impero romano (The Fall of the Roman Empire), regia di Anthony Mann (1964)
- Le tre vite della gatta Tomasina (The Three Lives of Tomasina), regia di Don Chaffey (1964)
- Who Was Maddox?, regia di Geoffrey Nethercott (1964)
- Accadde un'estate (The Battle of the Villa Fiorita), regia di Delmer Daves (1965)
- Bunny Lake è scomparsa (Bunny Lake Is Missing), regia di Otto Preminger (1965)
- Brigadoon, regia di Fielder Cook (1966) – per la tv
- Alice in Wonderland, regia di Jonathan Miller (1966) - per la tv
- La mafia lo chiamava il Santo ma era un castigo di Dio (Vendetta for the Saint), regia di Jim O'Connolly (1969)

### Televisione
- General Electric Theater – serie TV, episodio 6x14 (1958)
- I gialli di Edgar Wallace (The Edgar Wallace Mystery Theatre) – serie TV, episodi 2x03-5x07 (1961-1964)
- Gioco pericoloso (Danger Man) – serie TV, episodio 1x13 (1965)
- Knock on Any Door – serie TV, episodio 2x09 (1966)
- Il prigioniero (The Prisoner) – serie TV, episodio 1x02 (1967)
- Il Santo (The Saint) – serie TV, episodio 6x16 (1969)

## Doppiatori italiani
Nelle versioni in italiano dei suoi film, Finlay Currie è stato doppiato da:
- Mario Besesti in Amarti è la mia dannazione, La gente mormora, Kangarù, I perversi
- Olinto Cristina in Ivanhoe, Il ribelle d'Irlanda, Salomone e la regina di Saba
- Aldo Silvani in Quo vadis, La caduta dell'impero romano
- Giorgio Capecchi in Lord Brummell, Bunny Lake è scomparsa
- Amilcare Pettinelli in Francesco d'Assisi, Giuseppe venduto dai fratelli
- Cesare Polacco in Il giro del mondo in ottanta giorni
- Luigi Pavese in Ben-Hur
- Mario Feliciani in Le avventure di Huck Finn